# Krastaler Marmor

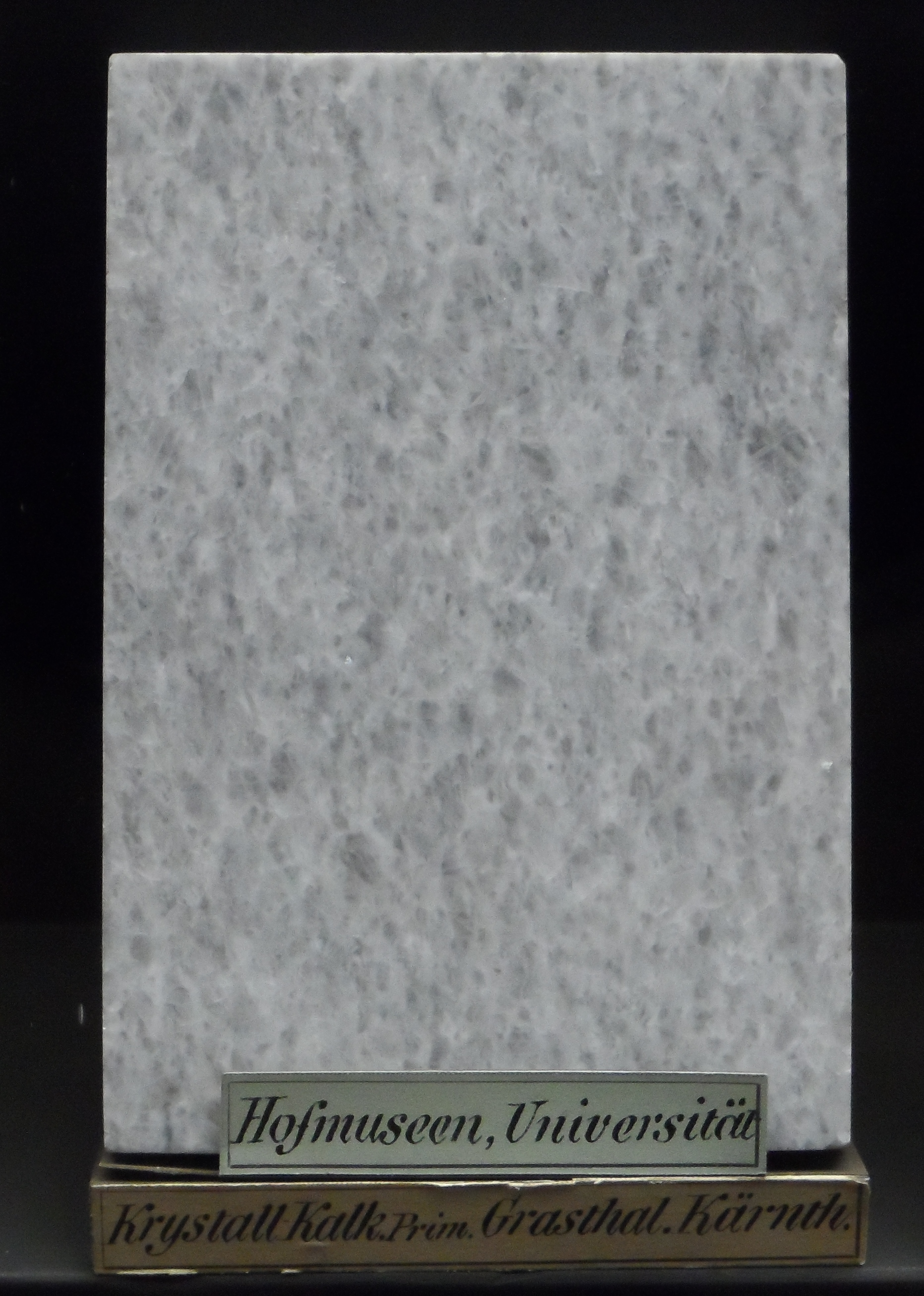
Krastaler Marmor in der Gesteinsausstellung des Naturhistorischen Museums in Wien, mit Hinweis auf dessen Verbauung im Hofmuseum (Kunsthistorisches Museum) und der Universität Wien

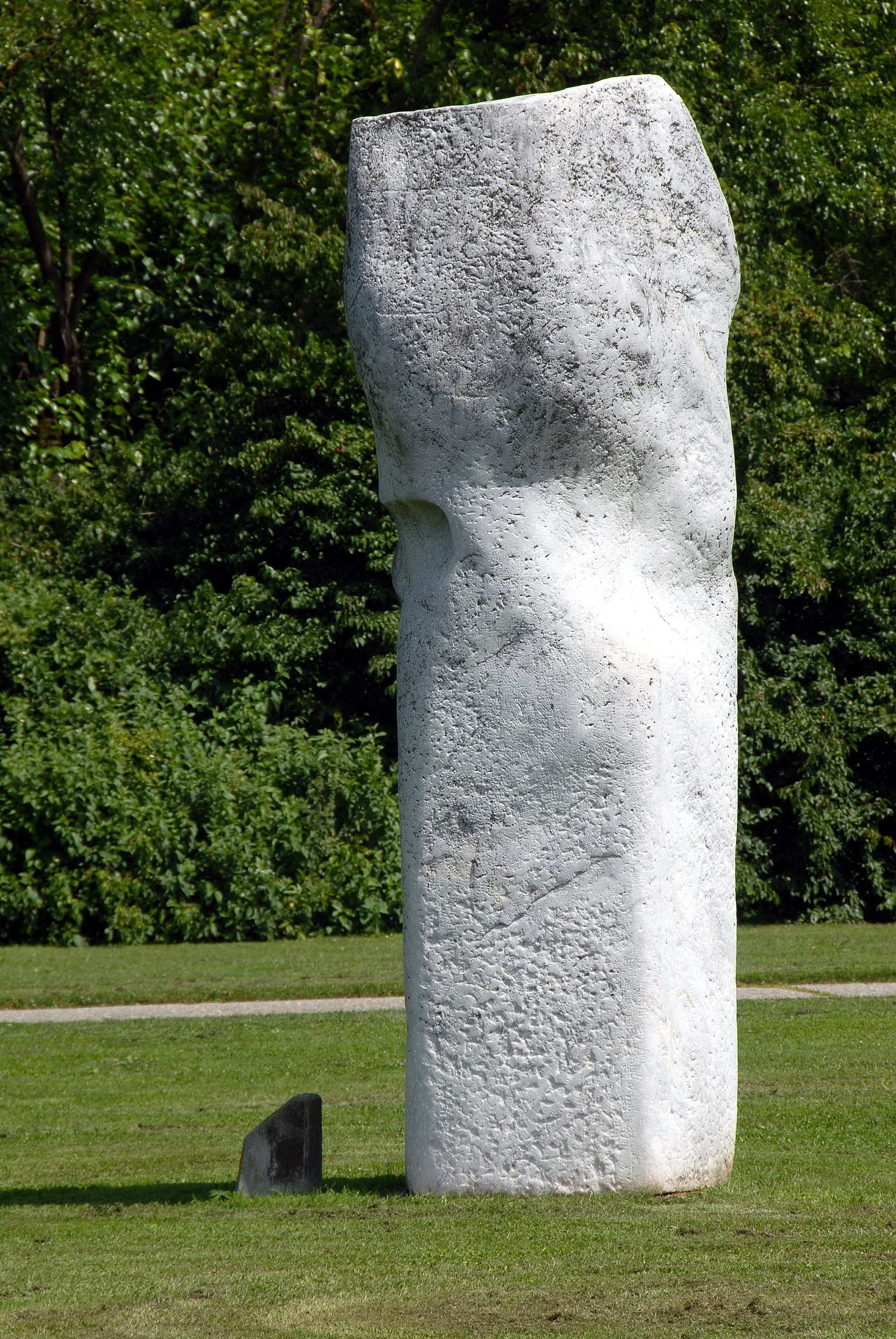
Skulptur aus Krastaler Marmor von Miloslav Chlupáč im Europark Klagenfurt

Der Krastaler Marmor kommt im Millstättersee-Gebirge an dessen Ostende, in Kärnten (Österreich) im Krastal, einem Taleinschnitt, vor. In der Mitte des Krastals liegen Steinbrüche, die schon von den Römern genutzt wurden. Dieser Marmor wurde über Jahrhunderte hinweg im Bauwesen genutzt: Im sogenannten Franz-Steinbruch wurden sechs römische Spitzeisen gefunden, die heute im Landesmuseum Klagenfurt ausgestellt sind. 

## Gesteinsbeschreibung und Steinbrüche
Der Krastaler Marmor ist ein grobkörniger grauer Marmor mit einer Korngröße von 3 bis 5 Millimetern. Dieser Naturstein beinhaltet Phlogopit und Kalk- und Magnesiasilikate. Krastaler Marmor ist deutlich gebändert und liegt in Schiefergneis eingelagert. Am Rande des Vorkommens wird dieser Marmor heller. An den Einlagerungsgrenzen des Marmors an Gneis, Pegmatit und Amphibolit befinden sich die entsprechenden Reaktionsminerale.
Steinbrüche betrieben bis in die Anfänge der 1950er Jahre die Firmen Della Schiava, Adami, Vogler, Fantoni, Leitner und Franz. Der Franz-Steinbruch ist einer der größten gewesen und hatte in den 1950er Jahren in seiner Hanglage eine Länge von 90 Metern, 40 Meter Höhe und 30 Metern Tiefe.
Der große moderne Steinbruch im Krastal wurde 1958 im Tagebau neu eröffnet und wird seit 1998 unter Tage betrieben. Im Krastal werden jährlich insgesamt 2000 cbm Marmor abgebaut.

## Verwendung
Der Krastaler Marmor ist besonders verwitterungsbeständig. Verwitterungserscheinungen zeigen sich lediglich in einer leichten Aufrauung der Oberfläche, die nicht weiter um sich greift. Die Festigkeit dieses Marmors ist so hoch, dass er früher als Bahnschotter verwendet wurde.
In diesem Vorkommen sind die Kluftabstände groß, deshalb ließen sich Rohblöcke in der Größe von 3,00 × 2,00 × 0,75 Meter, Platten bis 8 m² und Säulen bis zu 3 Meter Länge gewinnen. Verwendet wurde er für Denk- und Grabmäler, Brunnenanlagen und vor allem als Werkstein für Bauwerke.
Der Bildhauer Max Gangl arbeitet traditionell mit diesem Marmor.

## Bau- und Kunstwerke

Verwendung von Krastaler Marmor und Musterstück
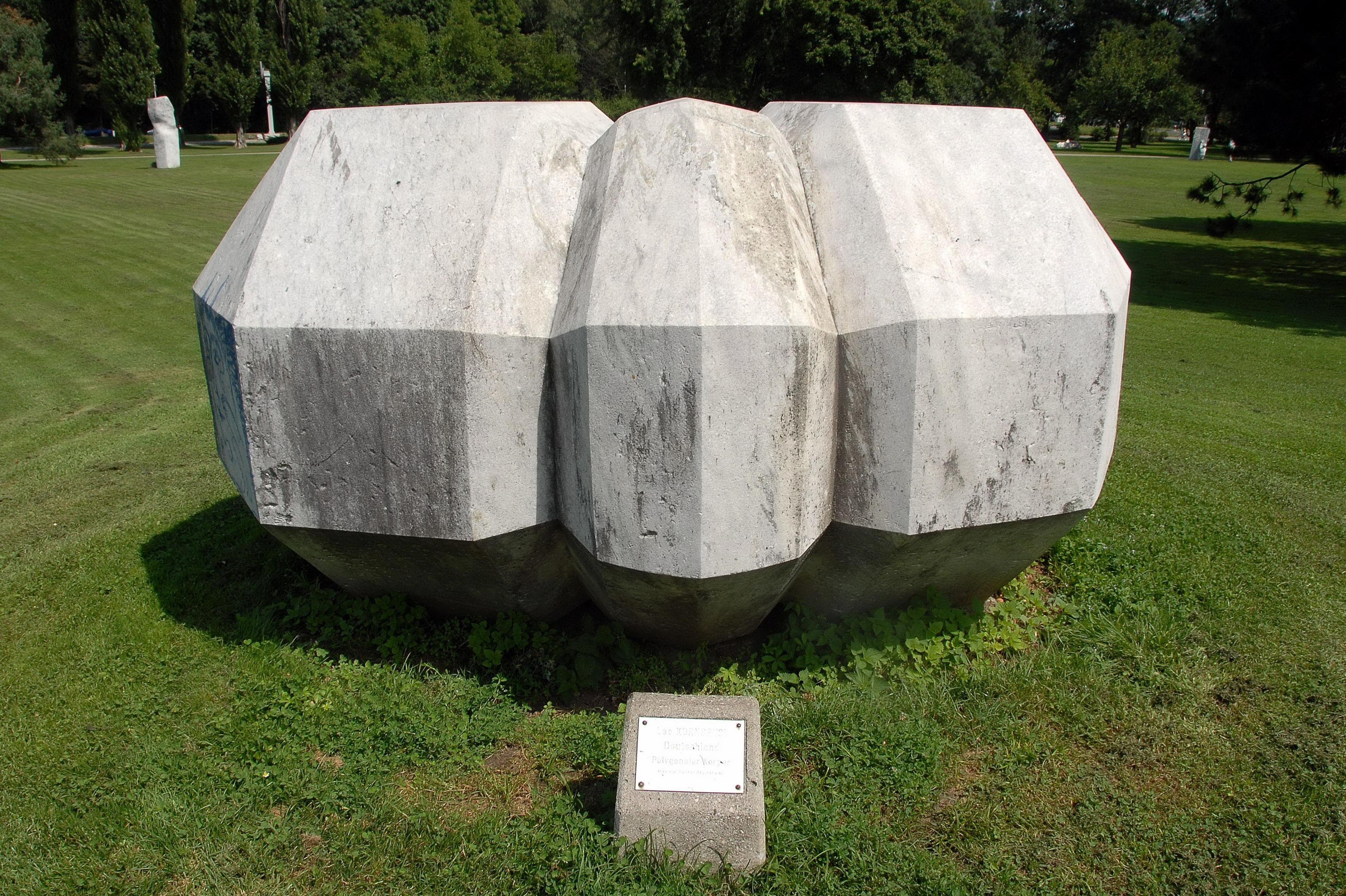
Polygonaler Körper von Leo Kornbrust im Europapark Klagenfurt
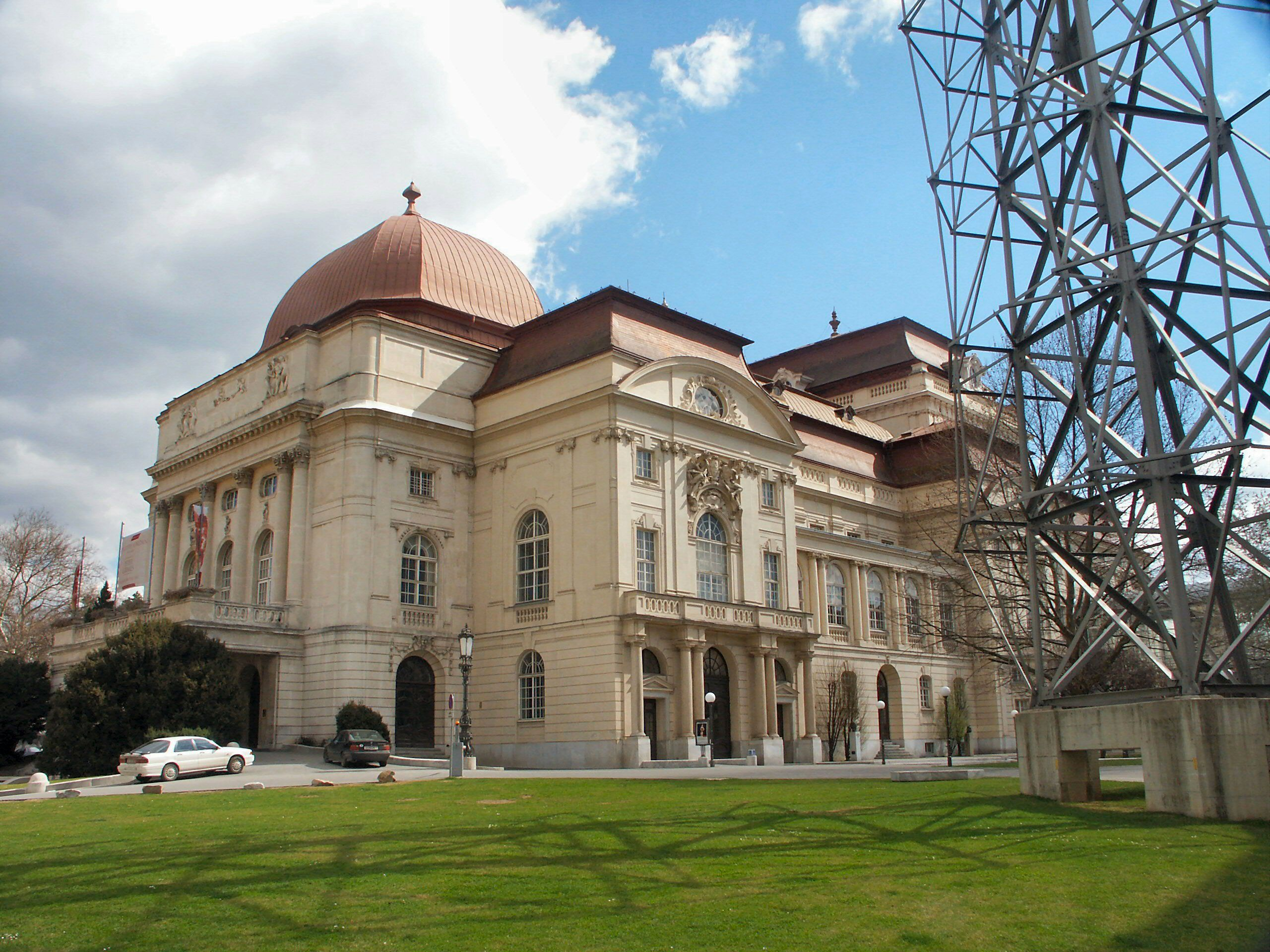
Grazer Opernhaus mit Sockel aus Krastaler Marmor
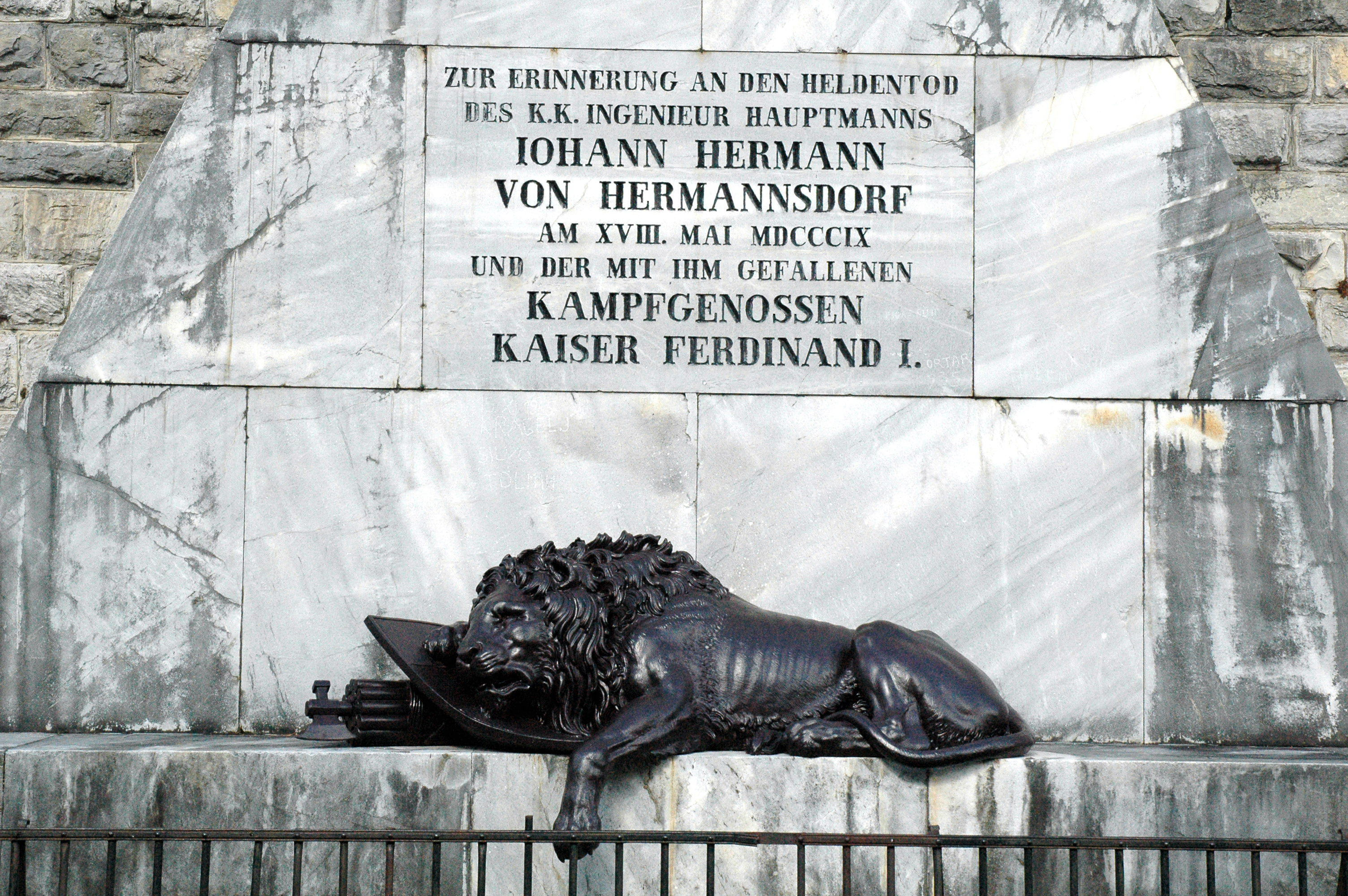
Hermann-Denkmal am Predilpass
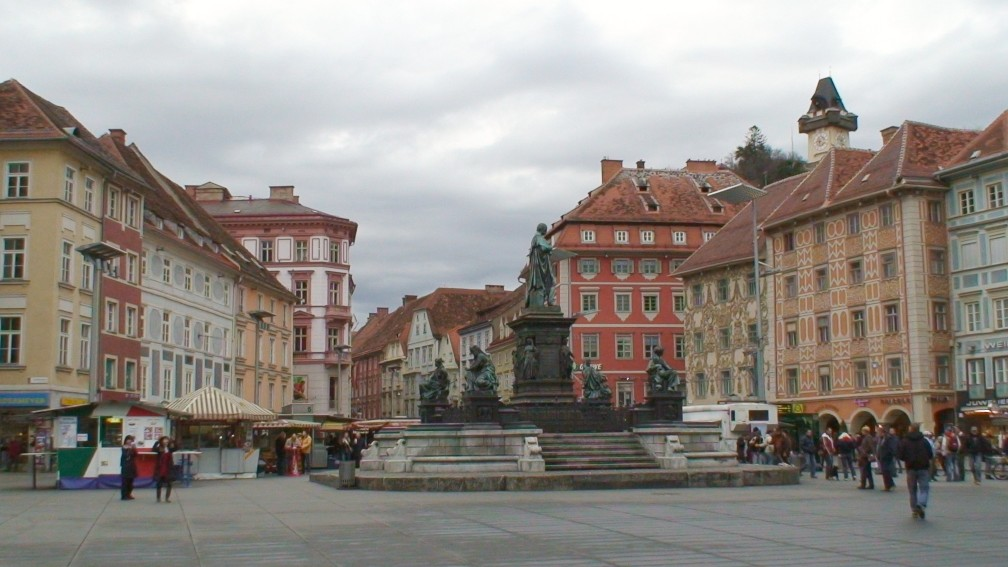
Sockel des Erzherzog-Johann-Denkmals in Graz
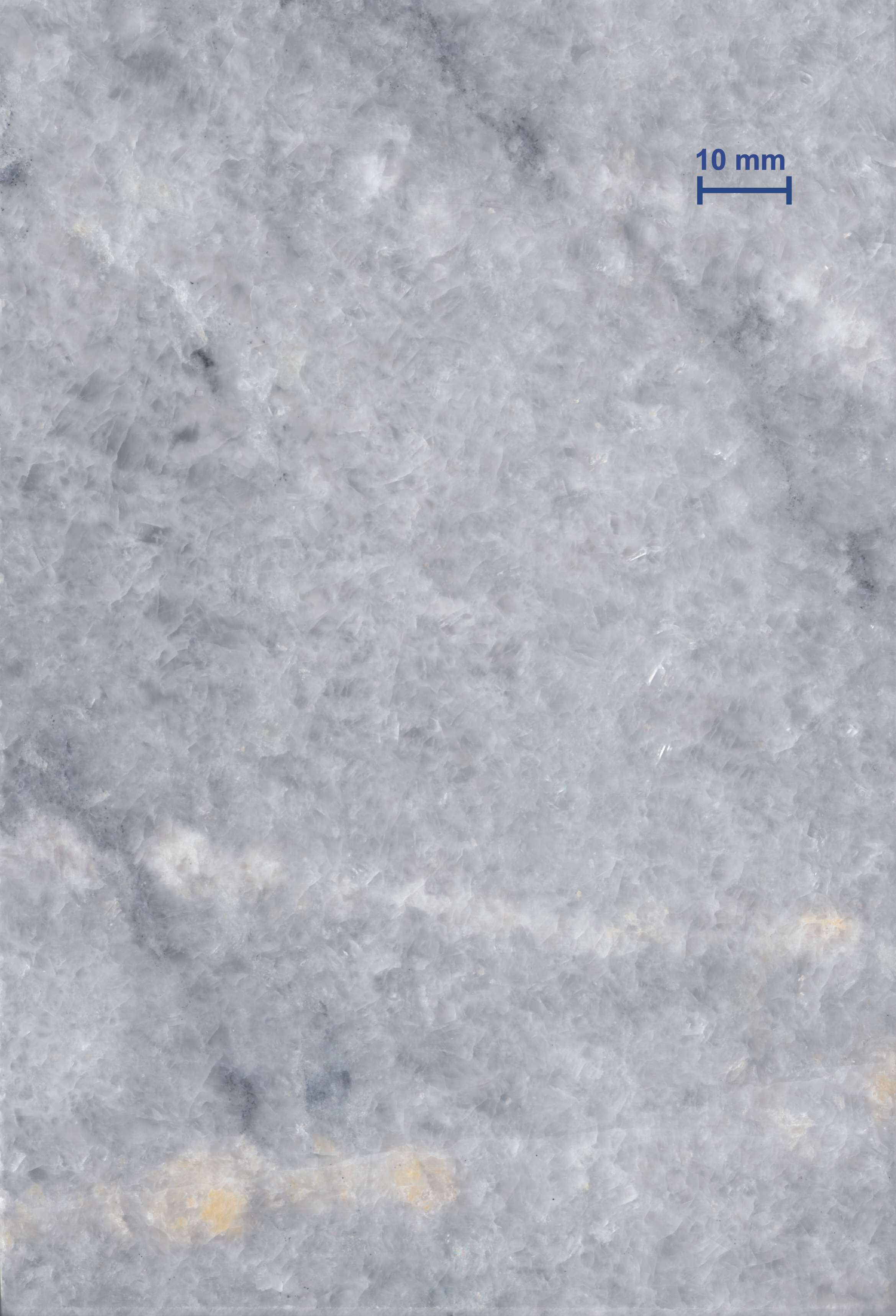
Texturbeispiel

Es können hier lediglich einige Beispiele für Kunstdenkmäler gegeben werden.
- Friesach: Mittlere große Schale des Marktbrunnens (1563)
- Graz: Sockel der Technischen Universität und Karl-Franzens-Universität, Opernhaus, Finanzgebäude, Bezirksgericht, Stadttheater, Erzherzog-Johann-Denkmal
- Gurk: Grabstein Andreas Gösel (1688)
- Klagenfurt: Landesmuseum, Maria-Theresia-Denkmal (1872), Konzerthaus, Wettersäule (1879)
- Kornat im Lesachtal: Pfarrkirche und Taufstein (neogotisch)
- Lockenhaus: Nadasdygruft unter der Pfarrkirche, Sarkophag des Grafen Lipot († 1873)
- Maria Luggau: Kloster, Refektorium, Lavabo (1657)
- Mallnitz: Villa Mojsisovics mit zahlreichen Steinarbeiten
- Obervellach: Gedenkstein für Ingeborg Bachmann von Bildhauer Herbert Unterberger (2018)[2]
- Predilpass: Hermann-Denkmal
- Puch: Pfarrkirchenturm (1936)
- Villach-Sankt Martin: Schloss Mörtenegg
- Spittal: Pfarrkirche, Grabsteine, Kriegerdenkmal, ehemaliges Hotel Goldeck (1919/1911)
- Treffen: Kriegerdenkmal
- Villach: Sankt-Jacob-Kirche, Turm und Grabsteine; Nikolaikirche, Grabsteine außen; Millesi-Schlößchen (1625), Torgewände; Rathaus, Tür- und Fenstergewände;
- Wien: Universität, Rampe und Kandelaber; Naturhistorischen Museum, Sockel des Vestibüls; Kunsthistorisches Museum
- Winklern im Gegendtal: Römersteine, karolingisches Architekturstück mit Bandornament ausgestellt im Lapidarium im Museum Villach
- Zweinitz: Pfarrkirche, Grabstein Andrä Hofmann von Wald (1507)

Öhringen Partnerschaftsdenkmal